# Marcus Tavernier
Marcus Joseph Tavernier (Leeds, 22 marzo 1999) è un calciatore inglese, centrocampista del Bournemouth.

## Biografia
È il fratello di James Tavernier, anch'egli calciatore e difensore, attualmente in forza ai Rangers.

## Carriera

### Club
Gioca nella prima divisione inglese.

### Nazionale
Ha giocato nelle nazionali giovanili inglesi Under-19 ed Under-20.